# پلی آمید-ایمید
پلی آمید-ایمیدها یا ترموست یا ترموپلاستیک و پلیمرهای آمورف هستند که خواص مکانیکی، حرارتی و شیمیایی استثنایی دارند. پلی آمید-ایمیدها به‌طور گسترده به عنوان پوشش سیم در ساخت سیم آهنربا استفاده می‌شود. آنها از ایزوسیانات‌ها و TMA (تریملیک اسید-انیدرید) در N -methyl-2-pyrrolidone (NMP) تهیه می‌شوند. یک توزیع کننده برجسته پلی آمید-ایمیدها Solvay Specialty Polymers است که از علامت تجاری Torlon استفاده می‌کند.
پلی آمید-ایمیدها ترکیبی از خواص پلی آمیدها را نشان می‌دهند، مانند استحکام بالا، پردازش پذیری مذاب، قابلیت حرارت فوق‌العاده بالا و مقاومت شیمیایی گسترده. پلیمرهای پلی آمید-ایمید را می‌توان به انواع مختلفی از قطعات و شمش‌های قالب‌گیری تزریقی یا فشرده گرفته تا پوشش‌ها، فیلم‌ها، الیاف و چسب‌ها پردازش کرد. عموماً این اقلام با فرایند پخت حرارتی بعدی به حداکثر خواص خود می‌رسند.
دیگر پلیمرهای با کارایی بالا در همین حوزه پلی اترترکتون‌ها و پلی ایمیدها هستند.
روش‌های تجاری رایج در حال حاضر برای سنتز پلی آمید-ایمیدها مسیر کلرید اسید و مسیر ایزوسیانات است.

## اجزای شیمیایی

### مسیر کلرید اسید

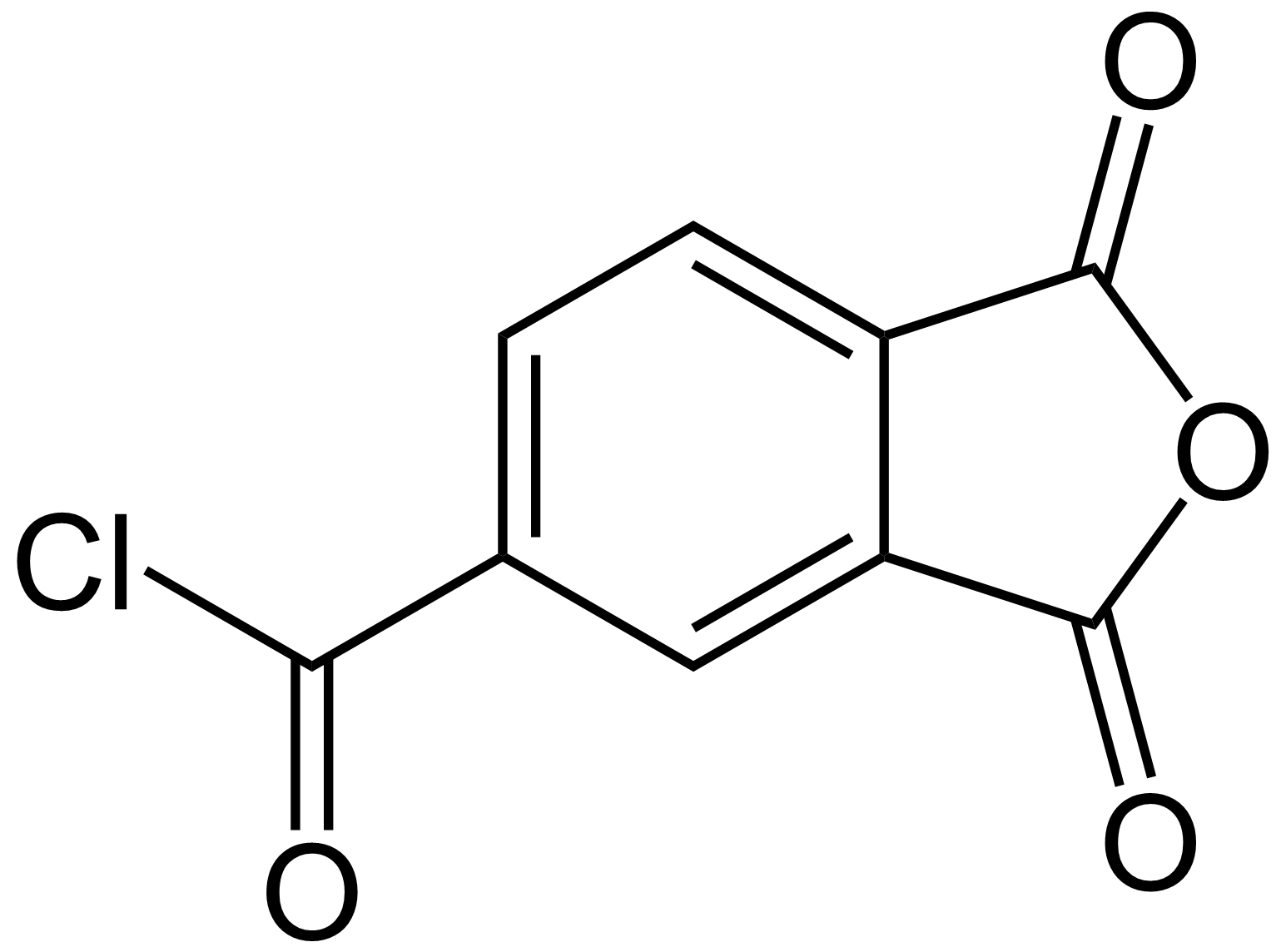
تریملیتیک اسید کلرید

متیلن دی آنیلین

اولین راه برای پلی آمید-ایمیدها، تراکم یک دی آمین معطر، مانند متیلن دی آنیلین (MDA) و کلرید اسید تریملیتیک (TMAC) است. واکنش انیدرید با دی آمین باعث تولید اسید آمیک میانی می‌شود. عملکرد اسید کلرید با آمین آروماتیک واکنش می‌دهد تا پیوند آمید و اسید هیدروکلریک (HCl) را به عنوان یک محصول جانبی ایجاد کند. در تهیه تجاری پلی آمیدیمیدها، پلیمریزاسیون در یک حلال دوقطبی و آپروتیک مانند N - متیل پیرولیدون (NMP)، دی متیل استامید (DMAC)، دی متیل فرمامید (DMF) یا دی متیل سولفوکسید (DMSO) در دمای بین ۲۰ تا ۶۰ انجام می‌شود. درجه سانتی گراد محصول جانبی HCl باید در محل خنثی شود یا با شستن آن از پلیمر رسوب شده حذف شود. عملیات حرارتی بیشتر پلیمر پلی آمیدیمید، وزن مولکولی را افزایش می‌دهد و باعث می‌شود که گروه‌های اسید آمیک با تکامل آب، ایمیدها را تشکیل دهند.

### مسیر دی ایزوسیانات
این مسیر اولیه برای پلی آمید-ایمیدها است که به عنوان مینای سیم استفاده می‌شود. یک دی ایزوسیانات، اغلب ۴٬۴'-متیلن دی فنیل دی ایزوسیانات (MDI)، با انیدرید تری ملیتیک (TMA) واکنش نشان می‌دهد. محصولی که در پایان این فرایند به دست می‌آید یک محلول پلیمری با وزن مولکولی بالا و کاملاً imidized بدون محصولات جانبی تراکم است، زیرا محصول جانبی گاز دی‌اکسید کربن به راحتی حذف می‌شود. این فرم برای ساخت مینای سیمی یا پوشش مناسب است. ویسکوزیته محلول توسط استوکیومتری، معرف‌های تک عاملی و جامدات پلیمری کنترل می‌شود. سطح جامدات پلیمری معمولی ۳۵–۴۵٪ است و ممکن است توسط تأمین کننده یا کاربر با رقیق کننده‌ها رقیق شود.

## روش ساخت
پلی آمید-ایمیدها به‌طور تجاری برای پوشش‌ها و محصولات قالب‌گیری استفاده می‌شوند.

### پوشش‌ها
محصولی که عمدتاً برای پوشش‌ها استفاده می‌شود، به صورت پودری فروخته می‌شود و تقریباً ۵۰٪ یمیدیزه می‌شود. یکی از کاربردهای اصلی آن مینای سیم آهنربایی است. مینای سیم آهنربا با حل کردن پودر PAI در یک حلال قوی و آپروتیک مانند N-methyl pyrrolidone ساخته می‌شود. رقیق‌کننده‌ها و سایر افزودنی‌ها را می‌توان اضافه کرد تا ویسکوزیته مناسب را برای اعمال روی هادی مسی یا آلومینیومی فراهم کند. اعمال معمولاً با کشیدن هادی از طریق حمام مینا و سپس از طریق قالب برای کنترل ضخامت پوشش انجام می‌شود. سپس سیم را از داخل کوره عبور می‌دهند تا حلال را خارج کرده و پوشش را خشک کند. سیم معمولاً چندین بار از طریق فرایند عبور داده می‌شود تا به ضخامت پوشش مورد نظر برسد.
مینای دندان PAI از نظر حرارتی بسیار پایدار است و همچنین در برابر سایش و مواد شیمیایی مقاوم است. PAI اغلب روی مینای سیم پلی استر برای دستیابی به درجه حرارت بالاتر استفاده می‌شود.
PAI همچنین در پوشش‌های تزئینی و مقاوم در برابر خوردگی برای مصارف صنعتی، اغلب همراه با فلوروپلیمرها استفاده می‌شود. PAI به چسبیدن فلوروپلیمر به بستر فلزی کمک می‌کند. آنها همچنین در پوشش‌های نچسب ظروف آشپزی کاربرد دارند. در حالی که می‌توان از حلال‌ها استفاده کرد، برخی از سیستم‌های انتقال آب استفاده می‌شوند. اینها ممکن است زیرا آمید-ایمید دارای عملکرد اسیدی است.

### محصولات قالب‌گیری یا ماشین کاری شده
پلی آمید-ایمیدهای مورد استفاده برای محصولات قالب‌گیری شده نیز بر پایه دی آمین‌های معطر و کلرید اسید تری‌ملیتیک هستند، اما دیامین‌ها با آنهایی که در محصولات مورد استفاده برای پوشش‌ها استفاده می‌شوند متفاوت هستند و پلیمر به‌طور کامل قبل از ترکیب و گلوله‌سازی imidized می‌شود. رزین‌های قالب‌گیری تزریقی شامل رزین‌های تقویت‌نشده، تقویت‌شده با الیاف شیشه، تقویت‌شده با الیاف کربن و درجه‌های مقاوم در برابر سایش هستند. این رزین‌ها با وزن مولکولی نسبتاً پایین فروخته می‌شوند، بنابراین می‌توان آنها را با اکستروژن یا قالب‌گیری تزریقی ذوب کرد. سپس محصولات قالب‌گیری شده به مدت چند روز در دمای تا ۲۶۰ درجه حرارت می‌شوند درجه سانتیگراد (۵۰۰ درجه فارنهایت). در طول این درمان، که معمولاً به پس‌کور گفته می‌شود، وزن مولکولی از طریق گسترش زنجیره افزایش می‌یابد و پلیمر بسیار قوی‌تر و از نظر شیمیایی مقاوم‌تر می‌شود. قبل از postcure، قطعات می‌توانند مجدداً آسیاب شوند و دوباره پردازش شوند. پس از پس‌کور، پردازش مجدد عملی نیست.

## خواص PAI قالب‌گیری شده
| خصوصیات                | روش تست    | واحد                            | PAI قالب‌گیری شده |
| ---------------------- | ---------- | ------------------------------- | ---------------- |
| استحکام کششی           | ASTM D 638 | MPa، مقدار متوسط                | ۹۱٫۶             |
| مدول کشش               | ASTM D 638 | GPa، مقدار متوسط                | ۳٫۹۷             |
| ازدیاد طول کششی        | ASTM D 638 | %                               | ۳٫۱۵             |
| استحکام خمشی           | ASTM D 790 | MPa                             | ۱۳۳              |
| مدول خمشی              | ASTM D 638 | GPa                             | ۴٫۵۸             |
| مقاومت فشاری           | ASTM D 695 | MPa، متوسط                      | ۱۳۲              |
| قدرت ضربه‌ای            | ASTM D 256 | J/m (ft-lb/in) متوسط            | ۰٫۵۲1 (1)        |
| دمای انحراف حرارت      | ASTM D 648 | درجه سانتی گراد (درجه فارنهایت) | ۲۷3 (523)        |
| ضریب انبساط حرارتی خطی | ASTM D 696 | ppm/°C                          | ۳۷٫۷             |
| مقاومت حجمی            | ASTM D 257 | اهم سانتی‌متر، متوسط             | 8.10‎×۱۰۱۲        |
| تراکم                  | ASTM D 792 | گرم بر سانتی‌متر مکعب            | ۱٫۴۸             |
| جذب آب ۲۴ ساعته        | ASTM D 570 | %                               | ۰٫۳۵             |

## قالب‌گیری تزریقی
رزین پلی آمید-آمید رطوبت سنجی است و رطوبت محیط را جذب می‌کند. قبل از پردازش رزین، خشک کردن لازم است تا از قطعات شکننده، کف کردن و سایر مشکلات قالب‌گیری جلوگیری شود. رزین باید تا رطوبت ۵۰۰ خشک شود ppm یا کمتر خشک کن خشک کن که قادر به حفظ نقطه شبنم ۴۰- است درجه فارنهایت (-۴۰ درجه سانتی گراد) توصیه می‌شود. اگر خشک کردن در تابه یا سینی انجام می‌شود، رزین را در لایه‌های حداکثر ۲ تا ۳ قرار دهید اینچ (۵ تا ۸ سانتی‌متر) در سینی‌های خشک کن. به مدت ۲۴ ساعت در دمای ۲۵۰ خشک کنید درجه فارنهایت یا ۱۶ ساعت در ۳۰۰ درجه فارنهایت یا ۸ ساعت در ۳۵۰ درجه فارنهایت اگر در دمای ۳۵۰ خشک شود درجه فارنهایت (۱۷۷ درجه سانتیگراد)، زمان خشک شدن را به ۱۶ ساعت محدود کنید. برای پرس قالب‌گیری تزریقی، خشک کن قیف خشک کن توصیه می‌شود. لوله مکش هوا در گردش باید در پایه قیف، تا حد امکان نزدیک به گلوگاه تغذیه باشد.
به‌طور کلی، پرس‌های قالب‌گیری تزریقی پیستونی مدرن با کنترل‌های ریزپردازنده با قابلیت کنترل حلقه بسته برای قالب‌گیری PAI توصیه می‌شوند. پرس باید با نسبت تراکم پایین، پیچ مخروطی ثابت نصب شود. نسبت تراکم باید بین ۱٫۱ تا ۱٫۵ به ۱ باشد و از دستگاه چک استفاده نشود. دمای قالب شروع به شرح زیر است:
| ناحیه       | دما (درجه فارنهایت) | دما (درجه سانتیگراد) |
| ----------- | ------------------- | -------------------- |
| ناحیهتغذیه  | ۵۸۰                 | ۳۰۴                  |
| ناحیه میانی | ۶۲۰                 | ۳۲۷                  |
| ناحیه جلو   | ۶۵۰                 | ۳۴۳                  |
| ناحیه نازل  | ۷۰۰                 | ۳۷۱                  |

دمای قالب باید در محدوده ۳۲۵ باشد درجه فارنهایت تا ۴۲۵ درجه فارنهایت (۱۶۳ درجه سانتیگراد تا ۲۱۸ درجه سانتی گراد).

## عنوان‌های کاربردی دیگر
درجه حرارت بالا و مقاومت شیمیایی پلی آمید-ایمیدها آنها را در اصل برای جداسازی گازهای مبتنی بر غشاء مناسب می‌کند. جداسازی آلاینده‌هایی مانند CO 2، H 2 S و سایر ناخالصی‌ها از چاه‌های گاز طبیعی یک فرایند صنعتی مهم است. فشار بیش از 1000 psia مواد با پایداری مکانیکی خوب را می‌طلبد. مولکول‌های H2S بسیار قطبی و CO2 قابل قطبش می‌توانند به شدت با غشاهای پلیمری برهمکنش داشته باشند و به دلیل سطوح بالای ناخالصی‌ها باعث تورم و شوند. پلی آمید-ایمیدها به دلیل برهمکنش‌های بین مولکولی قوی ناشی از توابع پلی آمید و همچنین توانایی زنجیره‌های پلیمری برای پیوند هیدروژنی با یکدیگر در نتیجه پیوند آمیدی، می‌توانند در برابر پلاستیک شدن مقاومت کنند. اگرچه در حال حاضر در جداسازی صنعتی عمده استفاده نمی‌شود، اما پلی آمید-ایمیدها را می‌توان برای این نوع فرایندها که در آن پایداری شیمیایی و مکانیکی مورد نیاز است استفاده کرد.